# Montgomery C. Meigs

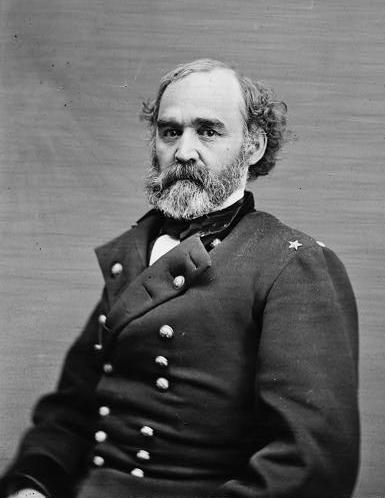
Montgomery C. Meigs

Montgomery Cunningham Meigs (* 3. Mai 1816 in Augusta; † 2. Januar 1892 in Washington, D.C.) war ein US-amerikanischer Generalquartiermeister im amerikanischen Sezessionskrieg, Architekt und gab den gedanklichen Anstoß für den Nationalfriedhof Arlington.

## Leben
Meigs wurde als Sohn von Charles Delucena Meigs und Mary Montgomery Meigs geboren. Von 1832 bis 1836 verbrachte Meigs seine Ausbildung an der United States Military Academy in West Point. In den folgenden Jahren durchlief er verschiedene Posten innerhalb der U.S. Army und der United States Army im Sezessionskrieg. Als Generalquartiermeister plante und überwachte Meigs viele große Bauprojekte wie z. B. das National Building Museum oder das Kapitol. 1865 wurde er in die National Academy of Sciences gewählt. Meigs starb 1892 an den Folgen einer Lungenentzündung.

## Ehrungen
- General Meigs wurde 1986 in die Quartermaster Hall of Fame aufgenommen.
- Die USAT Meigs und die USS General M. C. Meigs (AP-116) wurde zu seinen Ehren benannt.